# Louis Joseph Auguste de Saint-Laurent
Pour les articles homonymes, voir Saint-Laurent.
Louis Joseph Auguste Gabriel, baron de Saint-Laurent, né le 29 juin 1763 à Dunkerque et mort le 1er septembre 1832 à Saint-Mandé, est un général français.

## Biographie
Son père, Jacques-Gabriel de Saint-Laurent, né le 24 février 1724 à Paris (paroisse Saint-Roch), est officier puis directeur des vivres de la marine et du fort de Rochefort . 
Entré en 1778 au Collège de Juilly, Louis Joseph Auguste de Saint-Laurent suit la carrière des armes, devient lieutenant dans le régiment de Metz artillerie le 16 juillet 1781 et participe aux campagnes d'Espagne de 1782 et 1783 à bord d'une escadre successivement commandée par Viallis et d'Estaing.
Capitaine le 1er mai 1789, il sert à l'armée de l'Intérieur en 1792 et 1793, ayant sous ses ordres un équipage de 150 bouches à feu, parqué à Saint-Denis. Chef de bataillon sous-directeur d'artillerie à Strasbourg le 29 mars 1794, il a à l'armée des côtes de l'Ouest le commandement d'un corps de 2 500 hommes.
Chef de brigade le 2 février 1795, il exerce les fonctions de directeur d'artillerie et des parcs, en l'an IV, à l'armée de l'Intérieur, en l'an V dans la 1re division militaire, en l'an VI à Paris et à l'armée d'Angleterre, et en l'an VII aux armées de Mayence, d'observation du Danube et du Rhin. Le 19 septembre 1799, le général Muller demande pour lui une arme d'honneur à titre de récompense de sa conduite à l'explosion d'un magasin de munitions et d'un parc de campagne stationné au fort de Landau.
Saint-Laurent, qui demeure de l'an VIII à l'an XIII attaché aux armées du Rhin, des Grisons et des côtes de l'Océan, est promu général de brigade le 29 août 1803 et commandant de l'École d'artillerie de Rennes le 21 novembre suivant. Membre et commandeur de la Légion d'honneur les 11 décembre 1803 et 14 juin 1804. Il est employé de l'an XIV à 1808 à la Grande Armée, et en 1809 à l'armée du Nord. L'Empereur qui l'a élevé au grade de général de division le 11 juillet 1807, lui accorde le titre de baron de l'Empire le 14 avril 1810, et le gratifie d'une dotation de 10 000 francs sur un domaine situé en Westphalie.
Il fait en tant que directeur du matériel, puis de l'artillerie, la guerre en Espagne en 1812 et partie de 1813, et se rend en Italie, où il commande l'artillerie de l'armée d'Italie et où le prince vice-roi le décore de l'Ordre de la Couronne de fer, joignant à cette récompense l'envoi d'une gratification et de son portrait. C'est au général de Saint-Laurent que la France doit la conservation de l'immense matériel d'artillerie qu'elle possède au-delà des Alpes. Grand officier de la Légion d'honneur le 23 août 1814, il est admis à la retraite au mois de décembre suivant.
Il meurt le 1er septembre 1832 à Saint-Mandé où il est enterré. Son nom est inscrit au côté Sud de l'arc-de-triomphe de l'Étoile.

## Armoiries
| Figure | Blasonnement |
| ------ | --- |
|        | Armes du baron Louis Joseph Auguste de Saint-Laurent et de l'Empire Parti, au premier burelé d'argent et de gueules de douze pièces, au deuxième d'azur à trois dents d'argent une et deux, surmontées d'une étoile du même posée au deuxième point en chef ; franc-quartier des barons de l'armée brochant sur le tout.,. |

## Distinctions
- Il fait partie des 660 personnalités à avoir son nom gravé sous l'arc de triomphe de l'Étoile. Il apparaît sur la 27e colonne (l’Arc indique St LAURENT).